# Dożynki prezydenckie w Spale

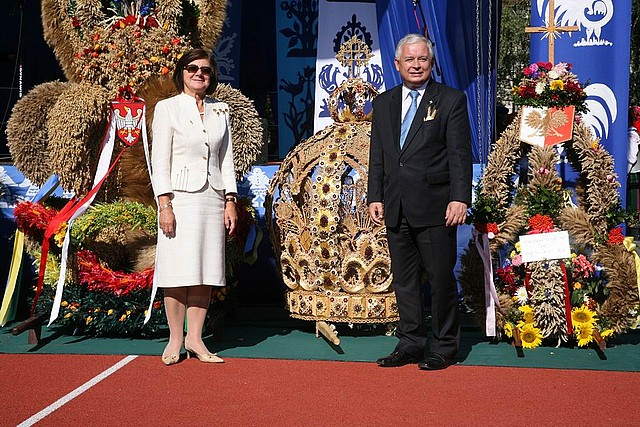
Lech i Maria Kaczyńscy – dożynki prezydenckie w Spale (2009)

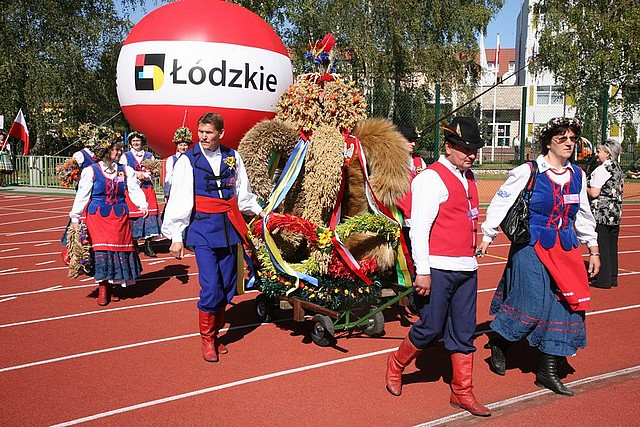
Bieżnia stadionu w Spale – dożynki prezydenckie 2009

Dożynki prezydenckie w Spale – tradycyjna, coroczna uroczystość dożynek, zapoczątkowana przez prezydenta Rzeczypospolitej Polskiej Ignacego Mościckiego.
Po raz pierwszy patronat nad uroczystościami dożynkowymi w Spale objął prezydent Mościcki w 1927 roku (w okresie międzywojennym miejscowość ta była letnią siedzibą prezydentów RP). Uroczystości miały ogólnopaństwowy charakter aż do wybuchu II wojny światowej. Po raz ostatni odbyły się we wrześniu 1938 roku.
W 2000 roku tradycję dożynek prezydenckich reaktywował prezydent Aleksander Kwaśniewski. Inicjatorem ich zorganizowania był wicepremier Roman Jagieliński. Po zakończeniu kadencji Aleksandra Kwaśniewskiego, w latach 2006–2008 dożynki w Spale miały charakter regionalny.
W 2009 roku Lech Kaczyński powrócił do tradycji prezydenckich dożynek. Odbyły się one 20 września. Mszę świętą w Kaplicy Polowej AK prowadził biskup łowicki Andrzej Dziuba. W dożynkach brało udział 13 województw.
W 2010 roku dożynki odbyły się 19 września. Prezydent Bronisław Komorowski rozpoczął udział od mszy świętej w Kaplicy Polowej AK w Spale którą prowadził biskup łowicki Andrzej Dziuba. Po mszy, w trakcie której poświęcone zostały wieńce dożynkowe, korowód dożynkowy przeszedł na stadion Centralnego Ośrodka Sportu, gdzie odbywały się oficjalne uroczystości dożynkowe.